# St. Jakobus der Ältere (Rohrberg)

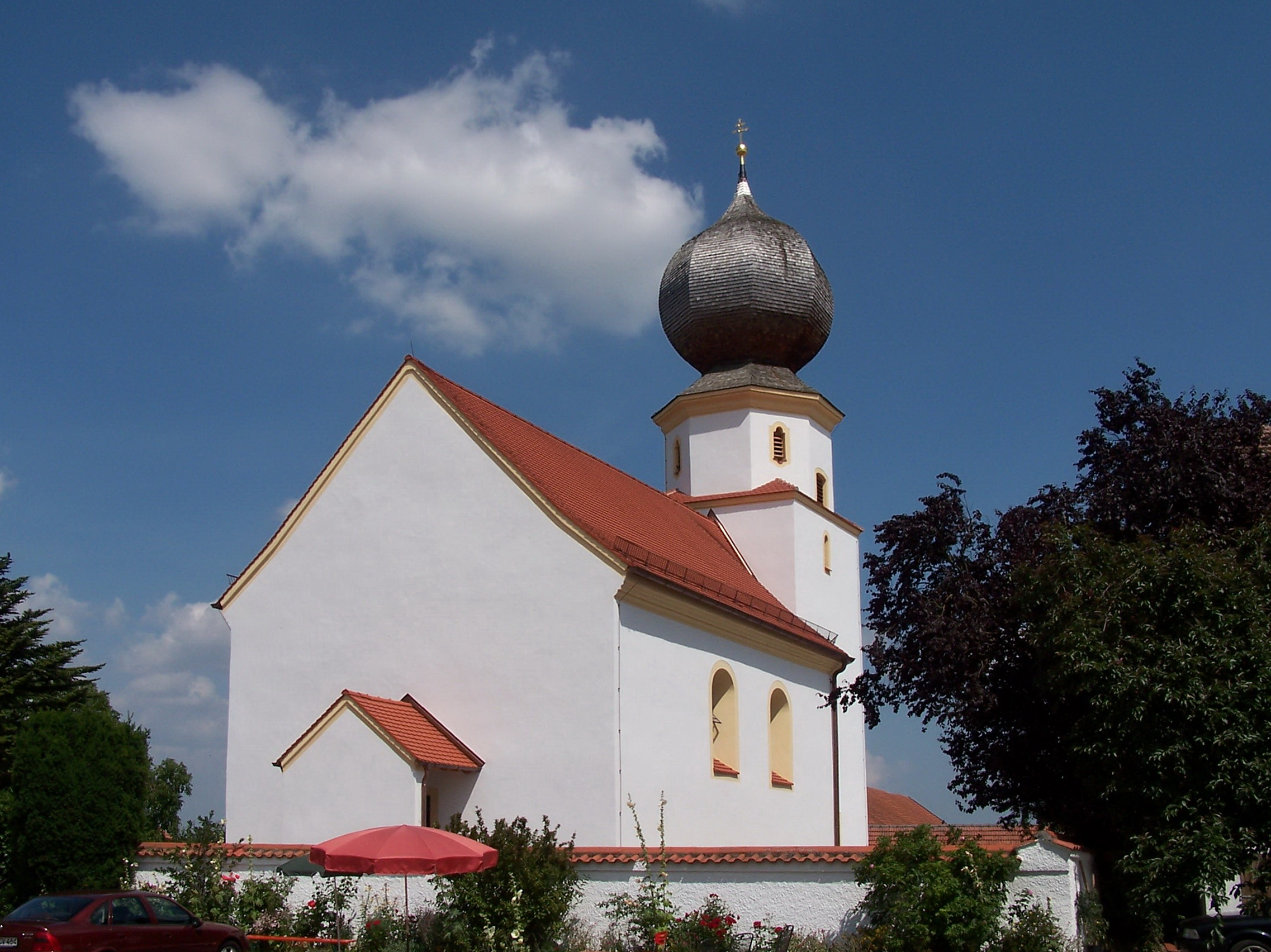
Außenansicht der Filialkirche St. Jakobus der Ältere von Südwesten

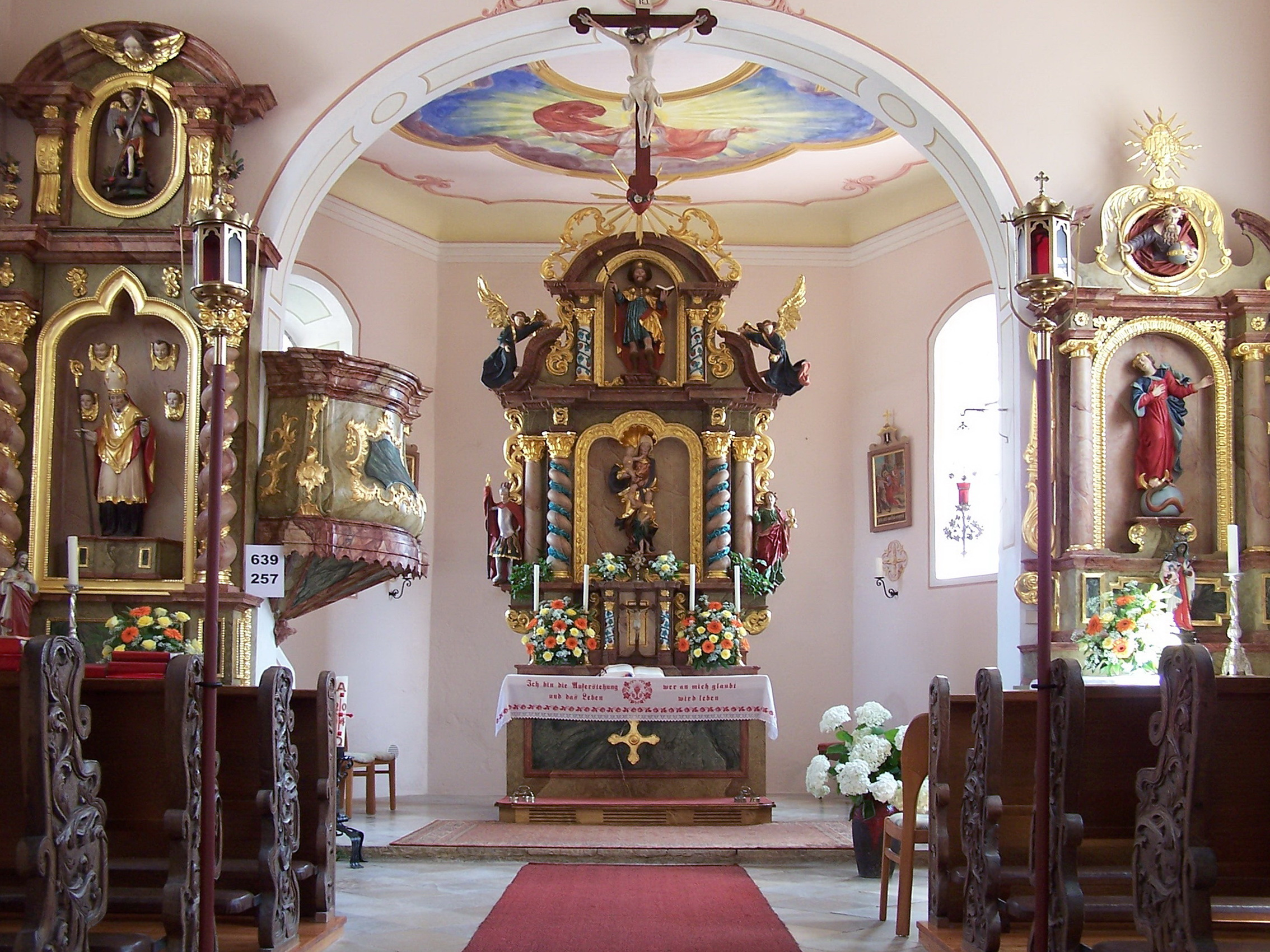
Innenraum

Die römisch-katholische Filialkirche St. Jakobus der Ältere in Rohrberg, einem Gemeindeteil von Neufahrn in Niederbayern, ist eine kleine, barocke Saalkirche, die 1715 unter Einbeziehung des im Kern gotischen Chorturms aus dem 14. oder 15. Jahrhundert erbaut wurde.
Das Gotteshaus mit dem Patrozinium des heiligen Jakobus des Älteren (Gedenktag: 25. Juli) ist als Baudenkmal mit der Nummer D-2-74-153-17 beim Bayerischen Landesamt für Denkmalpflege eingetragen. Kirchlich gesehen ist Rohrberg Teil der Pfarrei St. Johann Baptist in Hebramsdorf, die wiederum von der Pfarreiengemeinschaft Neufahrn seelsorgerisch betreut wird.

## Architektur

### Außenbau
Der nach Osten ausgerichtete, verputzte Backsteinbau mit Satteldach umfasst einen nicht eingezogenen Chor mit dreiseitigem Schluss sowie ein Langhaus mit zwei Fensterachsen. An den Chorschluss des Barockbaus gliedert sich der deutlich ältere, gotische Turm an. Dieser diente ursprünglich als Chorturm; heute ist dort nur mehr die Sakristei untergebracht.
Der gedrungene, quadratische Unterbau, der vom Vorgängerbau übernommen wurde, ist ohne Geschosstrennung. Knapp oberhalb der Firsthöhe geht er, vermittelt durch ein Gesims, in einen kurzen barocken Achteckaufsatz über. Dieser enthält an den Schrägseiten Schallöffnungen, die oben und unten im eingezogenen Rundbogen schließen. Den oberen Abschluss bildet eine stark eingeschnürte Zwiebelkuppel.
Die Fensteröffnungen mit gelb getünchten Laibungen sind rundbogig. Die ursprünglich spitzbogigen Fenster des ehemaligen Chorturms wurden barock ausgerundet. Im Übrigen ist der Außenbau ohne Gliederung. An die Westfassade ist eine kleine, offene Vorhalle mit Satteldach angebaut.

### Innenraum
Chor und Langhaus werden von einer Flachdecke über einer Hohlkehle überspannt. Den Übergang zwischen Chor und Schiff vermittelt ein korbbogiger Chorbogen. Im rückwärtigen Bereich des Langhauses ist eine stützenlose Orgelempore mit gerader Brüstung eingezogen.
Der Chor der früheren Kirche, der heute als Sakristei dient, befindet sich im Untergeschoss des gotischen Turmes. Dieses wird von einem spätgotischen Netzgewölbe mit gekehlten, an den Stegen abgeschrägten Rippen überspannt. Der ehemals spitzbogige, an den Kanten gefaste Chorbogen ist bis auf einen Durchgang zum jetzigen Chor, der sich hinter dem Hochaltar verbirgt, zugesetzt.

## Ausstattung

### Deckengemälde
Das Deckengemälde im Chor zeigt eine Herz-Jesu-Darstellung vor einem dunkelblauen Hintergrund. Im Langhaus ist die Aufnahme Mariens in den Himmel dargestellt. Auffallend sind hier das wiederum dunkelblaue Übergewand der Mutter Gottes und die zahlreichen geflügelten Engel, welche die Szenerie umgeben.

### Altäre
Der barocke Hochaltar wurde im ausgehenden 17. Jahrhundert geschaffen. Sein Aufbau wird von vier Säulen getragen, wobei das innere Säulenpaar gewunden ist. Über dem verkröpften Gebälk erhebt sich zwischen geschweiften Giebelstücken der Auszug mit zwei gewundenen Säulen, der wiederum von einem Segmentgiebel bekrönt ist. Der Altar ist reich mit vergoldetem Akanthusrankwerk verziert. Anstelle eines Altarblatts befindet sich in einer Muschelnische eine Holzfigurengruppe der Anna selbdritt – dargestellt ist die Mutter Anna mit Jesuskind, begleitet von der kindlichen Maria. Die Seitenfiguren stellen den heiligen Georg im Kampf gegen den Drachen (links) und den Apostel Johannes mit dem Kelch (rechts) dar. In der Auszugsnische befindet sich eine qualitätvolle Barockfigur des Kirchenpatrons Jakobus des Älteren – erkennbar an seinen Attributen, dem Pilgerstab und dem Buch. Auf den seitlichen Giebelstücken befinden sich zwei spätgotische Engelsfiguren aus dem ausgehenden 15. Jahrhundert, denen wohl in der Barockzeit goldene Flügel angefügt wurden. Den oberen Abschluss bildet ein Herz in einem Strahlenkranz als Symbol der göttlichen Liebe.
Die beiden Seitenaltäre sind ebenfalls barock. Sie sind jedoch nicht, wie üblich, als Pendants angelegt. Der nördliche (linke) Seitenaltar hat zwei massige, gewundene Säulen, die eine Nische mit einer Figur des heiligen Nikolaus und vier Puttenköpfen flankieren. Das verkröpfte Gebälk zieren zwei Vasen, die gleichzeitig den von Volutenpilastern getragenen Auszug umrahmen. Darin ist der Erzengel Michael im Kampf gegen Luzifer dargestellt. Den oberen Abschluss bildet ein Segmentgiebel mit einem geflügelten Puttenkopf. Auf der Mensa befindet sich eine Figur des Auferstandenen.
Der südliche (rechte) Seitenaltar gehört wohl nicht zur ursprünglichen Ausstattung der Kirche. Sein Aufbau wird von zwei sich nach oben hin verjüngenden Rundsäulen getragen, die eine Rundbogennische mit einer Figur der Maria Immaculata flankieren. Im Auszug ist zwischen gebrochenen Giebelstücken Gott Vater mit der Weltkugel und dem Zepter dargestellt. Den oberen Abschluss bildet das Jesusmonogramm IHS im goldenen Strahlenkranz.

### Kanzel
Die Kanzel ist im Rokokostil ausgeführt. Der geschweifte Korpus wird durch Pilaster gegliedert und mit geschnitztem Muschelwerk verziert. Ein Schalldeckel ist nicht vorhanden.

### Übrige Ausstattung
Die barocken Stuhlwangen stammen noch aus der Erbauungszeit der Kirche. Sie sind reich mit Akanthusschnitzwerk, durchzogen von gerieften Bändern, verziert. An der Südwand im Schiff befindet sich eine einfach gearbeitete und farblich gefasste Figur des heiligen Jakobus des Älteren.